# Abraham Simpson
Pour les articles homonymes, voir Abraham, Abraham (prénom) et Abe.
 (septembre 2024).
Si vous disposez d'ouvrages ou d'articles de référence ou si vous connaissez des sites web de qualité traitant du thème abordé ici, merci de compléter l'article en donnant les références utiles à sa vérifiabilité et en les liant à la section « Notes et références ».
Abraham Jebediah Simpson (aussi appelé Abe Simpson, Grand-père Simpson ou Grand-papa Simpson) est un personnage de fiction de la série télévisée d'animation américaine, Les Simpson.

## Sa vie
Abraham Simpson est né le 15 juin 1907. Il est le fils d'Orville Simpson et d'Yuma Hickman. Abraham est le mari excentrique de Mona Simpson, père d'Homer Simpson, de Herb Powell et d'Abbie, et le petit frère de Cyrus Simpson, beau-père de Marge Simpson ainsi que le grand-père de la fratrie Bart Simpson, Lisa Simpson et Maggie Simpson.
Lorsque Bart et Lisa étaient très jeunes ils le martyrisaient pour avoir tout ce qu'ils voulaient (Lisa le chatouillera longtemps jusqu'à ce qu'il avoue où sont les cookies).
Abraham Simpson ou Grand-papa Simpson est un vieux personnage, grisonnant (enfin, ses cheveux sont quand même jaunes) et plutôt sénile qui habite à la maison de retraite de Springfield, un endroit triste, isolé, plein de retraités déments, dépressifs et impotents (un avertissement près de l'entrée demande de ne pas faire allusion au monde extérieur). Bart et Lisa redoutent les jours où grand-père vient les garder, du moins jusqu'au moment où il s'endort et les abandonne à leur sort. Sinon, il passe son temps à se plaindre à propos de tout et n'importe quoi, de tout le monde et de n'importe qui, tout sujet est bon. Le jour où un sosie de Bart prendra sa place il se rendra compte qu'il écoute son histoire et devra donc trouver une fin improvisée à son histoire mensongère.
Il raconte souvent sa vie à qui veut bien l'écouter, mais il est rare qu'il ne s'endorme pas avant la fin de l'histoire.
Sa série télévisée préférée qu'il ne louperait sous aucun prétexte est Matlock.
Il est impossible de déterminer précisément son âge, la série n'étant pas très rigoureuse à ce sujet. Il est plus jeune que son compatriote Charles Montgomery Burns. Il se vante d'avoir été fessé par le président des États-Unis Grover Cleveland (18 mars 1837-24 juin 1908) à deux occasions. Il affirme avoir voté pour Abraham Lincoln (12 février 1809-15 avril 1865) et admet avoir tiré avec Teddy Roosevelt, (27 octobre 1858-6 janvier 1919). Il prétend avoir participé à la Première Guerre mondiale alors qu'il n'avait pas l'âge d'être incorporé. Il est aussi connu pour avoir été décoré en tant que vétéran de la Seconde Guerre mondiale (1er septembre 1939-2 septembre 1945), avoir reçu la Croix de fer durant son service militaire dans l'armée américaine pour actions de déminage. Il a participé à la bataille de Pearl Harbor, à la guerre du Pacifique, à l'opération Overlord, à la bataille des Ardennes, à une opération de parachutage au-dessus de Düsseldorf et à la prise du Berghof, le nid d'aigle d'Hitler. Durant la même guerre, il a été incorporé en tant que sergent au Flying Hellfish Battallion dans lequel il aura eu sous ses ordres (entre autres) Charles Montgomery Burns. Cependant, la grande majorité de sa mémoire du passé est connue pour être très imprécise et souvent physiquement ou historiquement improbable, démontrant ainsi les symptômes de sa sénilité. Il fut membre de la Confrérie des tailleurs de pierre.
Dans l'épisode Le Gay Pied, les Simpson font un puzzle destiné aux personnes âgées de 8 à 80 ans. Abraham Simpson dit alors en tenant Maggie : « On a compris, on veut pas de nous. » On pourrait donc en déduire qu'il a plus de 80 ans. Ce qui semble être confirmé dans l'épisode Million Dollar Papy, où Abraham indique qu'il a 83 ans, il indique toutefois avoir presque 87 ans dans l'épisode Week-end dingue à La Havane (saison 28, épisode 7).
Il a également été arnaqueur et a essayé d'apprendre à Homer et Bart à escroquer dans l'épisode Les Escrocs.

## Maladies connues
- Narcolepsie
- Décollement de la rétine
- Cataracte
- Il n'a qu'un seul rein provenant d'Homer (ses deux reins d'origine ayant explosé car Homer refusait d'arrêter sa voiture afin qu'il urine)

## Relations
Dans la série, Abraham est :
- le mari de Mona Simpson
- le père de Homer Simpson, de Herbert Powell et d'Abbie (anglaise). Chaque enfant est d'une mère différente.
- le beau-père de Marge Simpson
- le grand-père de Bart Simpson, Lisa Simpson, Maggie Simpson
- le fils de Orville Simpson et Yuma Hickman
- le petit-fils de Oswald "Old-Tut" Simpson et "Happy" Dinsdale, de Willard Hickman et Theodora Hutshing.
- le frère de Cyrus Simpson et de Tyrone Simpson
- a été aussi marié à Selma Bouvier, grande sœur de Marge, ainsi que Rita Lafleur

## Faits marquants
- Abraham a involontairement sauvé la vie de Hitler aux Jeux Olympiques de Berlin (1936).
- Il dit avoir un frère, Bill, membre du parti communiste et être un proche de Staline.
- Lorsqu'il annonce qu'il est membre des Tailleurs de pierre (Homer le grand), il prétend faire partie d'une multitude de groupes et clubs divers, parmi lesquels la franc-maçonnerie et le parti communiste.
- Il est narcoleptique, ce qui lui vaut de s'endormir partout et tout le temps.
- Il était connu aussi comme un escroc durant la Grande Dépression, ayant notamment écrit un livre sous le nom de Phil Mc Filou. Il avouera qu'il filoutait les gens pour éviter de travailler.
- Il a gagné une médaille d'or aux jeux olympiques senior.
- Il a un tatouage représentant un poisson enragé, symbole de son bataillon en 1939-1945.
- Il a, affirme-t-il, volé un monocle à Werner Klemperer sur le tournage de Papa Schultz. Il l'offrira à Lisa car elle est myope d'un œil (Elle gagnera d'ailleurs le caractère diabolique du personnage joué par Klemperer, le Colonel Klink).
- Il est devenu ami avec le Père Noël après l'avoir aidé à réparer son traîneau. En remerciement, celui-ci lui fera retrouver son frère, Cyrus Simpson.

### Voix

#### Version originale
La voix d'Abraham est celle de Dan Castellaneta, pour la version originale.

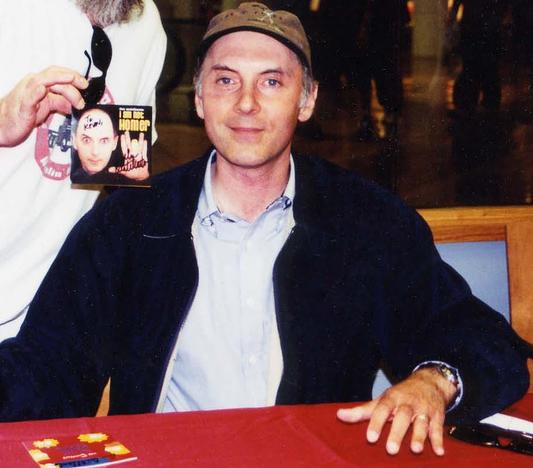
Dan Castellaneta

#### Version francophone

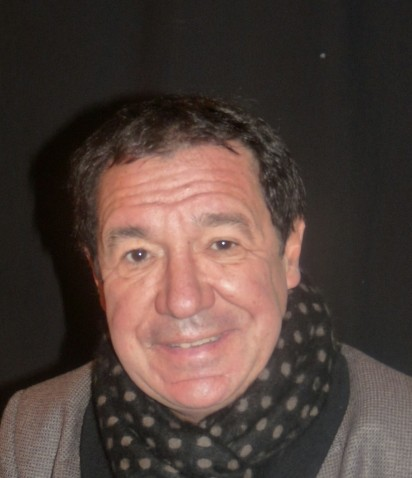
Philippe Peythieu en Octobre 2012

La voix en français d'Abraham est celle de Philippe Peythieu qui s'est inspiré de la voix parfois tremblante du Général de Gaulle (notamment avec son fameux « Je vous ai compris ») pour le personnage. Son interprétation a également inspiré le chanteur Patrick Eudeline lors de l'enregistrement de son premier album solo Mauvaise Étoile en 2006.
En version québécoise, depuis la mort de Jean-Louis Millette en 1999, Hubert Gagnon prête sa voix pour Abe en plus de faire la voix de son fils le plus connu, Homer Simpson. En butte à des ennuis de santé, Hubert Gagnon laisse la place à Benoît Rousseau pour la vingt-huitième saison.